# Zhivko Gospodinov
Zhivko Gospodinov (en búlgaro: Живко Господинов; Dobrich, 6 de septiembre de 1957 - Varna, 4 de mayo de 2015) fue un futbolista búlgaro que jugaba en la demarcación de centrocampista.

## Biografía
Tras formarse en las filas inferiores del club, en 1974 debutó como futbolista con el PFC Spartak Varna de la mano del entrenador Dobromir Tashkov. Jugó en el club durante tres temporadas, aunque tras no gozar de suficientes minutos, se marchó durante un año al Vatev Beloslav. En 1978 volvió al Spartak Varna, donde empezó a despuntar tras jugar un total de 269 partidos y marcar 93 goles en las nueve temporadas que jugó. También jugó para el PFC Spartak Pleven, el AD Fafe portugués, PFC Cherno More Varna y para el PFC Beroe Stara Zagora, donde colgó las botas en 1992.
Falleció el 4 de mayo de 2015 en Varna a los 57 años de edad.

## Selección nacional
Jugó un total de 39 partidos con la selección de fútbol de Bulgaria y marcó seis goles. Debutó el 12 de octubre de 1982 contra Rumania en un partido amistoso que finalizó con un resultado de 2-1 a favor del combinado rumano. Llegó a jugar la clasificación para disputar los Juegos Olímpicos de Los Ángeles 1984, la clasificación para la Eurocopa 1984, la clasificación para la Copa Mundial de Fútbol de 1986, y jugando posteriormente tres partidos en dicho torneo.

### Participaciones en la Copa del Mundo
| Mundial                        | Sede   | Resultado        | Partidos | Goles |
| ------------------------------ | ------ | ---------------- | -------- | ----- |
| Copa Mundial de Fútbol de 1986 | México | Octavos de final | 3        | 0     |

## Clubes
| Club                   | País     | Año         | Partidos | Goles |
| ---------------------- | -------- | ----------- | -------- | ----- |
| PFC Spartak Varna      | Bulgaria | 1974 - 1977 | 10       | 1     |
| Vatev Beloslav         | Bulgaria | 1977 - 1978 | 30       | 7     |
| PFC Spartak Varna      | Bulgaria | 1978 - 1987 | 269      | 93    |
| PFC Spartak Pleven     | Bulgaria | 1987        | 13       | 5     |
| PFC Spartak Varna      | Bulgaria | 1988        | 20       | 5     |
| AD Fafe                | Portugal | 1989 - 1990 | 18       | 1     |
| PFC Spartak Varna      | Bulgaria | 1990 - 1991 | 7        | 2     |
| PFC Cherno More Varna  | Bulgaria | 1991        | 10       | 1     |
| PFC Beroe Stara Zagora | Bulgaria | 1992        | 3        | 0     |